# Okko Kamu

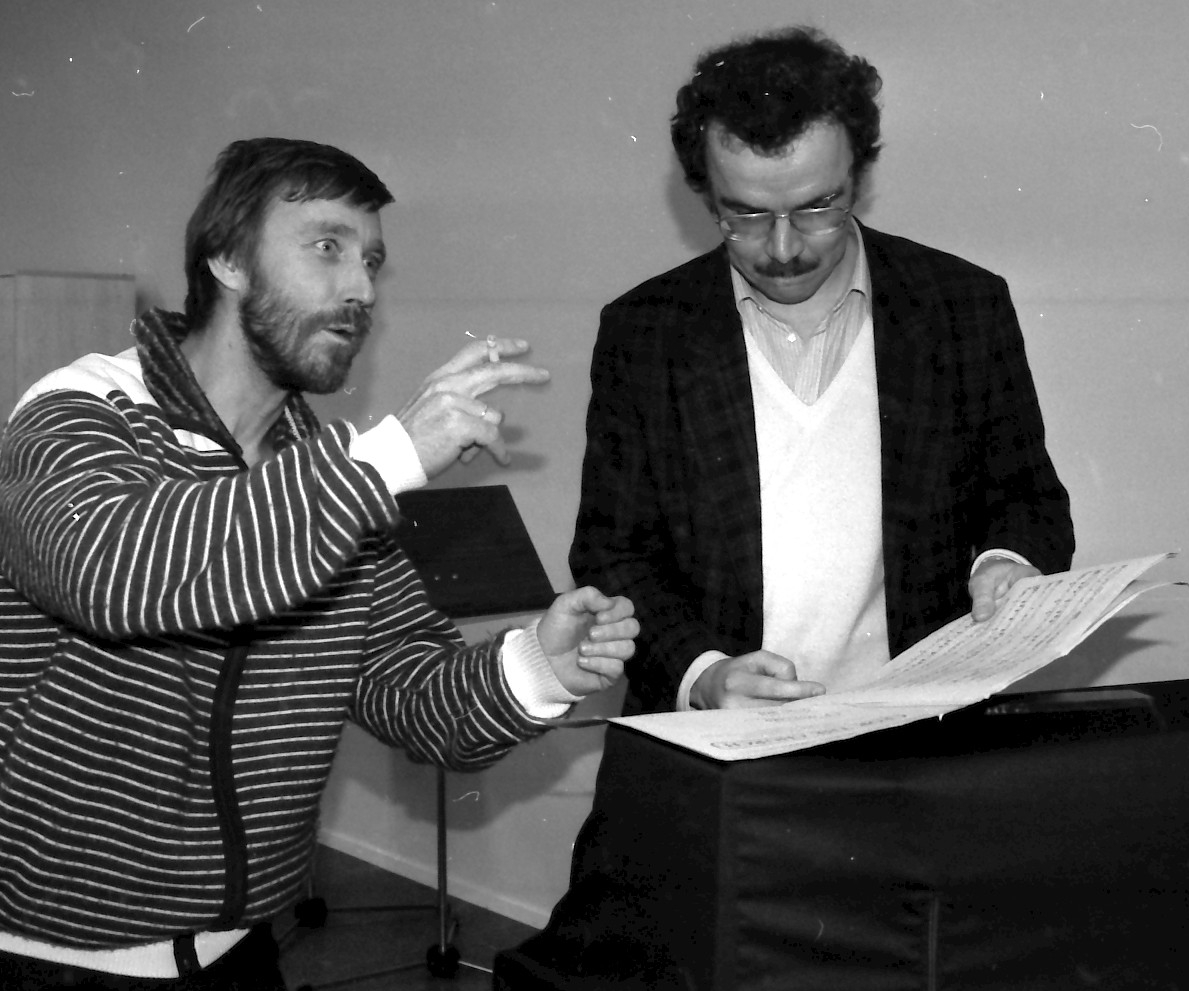
Okko Kamu (t.v.) med pianisten Eero Heinonen år 1987.

Okko Tapani Kamu, född 7 mars 1946 i Helsingfors, är en finländsk dirigent.

## Biografi
Kamu föddes i en musikerfamilj och började violinstudier vid två års ålder. Han kom in på Sibeliusakademin vid sex års ålder. År 1964 bildade han en egen stråkkvartett där han själv spelade första fiol.
Vid 20 års ålder blev han förste violinist i orkestern vid Finlands nationalopera. Han började då även dirigera orkestern.
Främst självlärd blev Kamu 1969 förste gästdirigent vid Kungliga Operan i Stockholm och slog samma år igenom då han vann första pris i Herbert von Karajans dirigentpristävling. Från 1971 till 1977 var han sedan chefsdirigent för Radions symfoniorkester i Finland.
Under senare delen av 1900-talet har han haft en rad framträdanden i flera europeiska länder och återvände till Finland som chefsdirigent för Finlands nationalopera 1996–2000. År 1999 erhöll han Pro Finlandia-medaljen.
Kamu har genom åren gjort över 100 skivinspelningar med olika orkestrar.

## Utmärkelser
- Storriddare av Isländska falkorden,  11 april 1984[2]
- Pro Finlandia-medaljen av Finlands Lejons orden,  6 december 1999[3]

[Redigera Wikidata]

## Filmografi
- 1986 – Bröderna Mozart

### Uppslagsverk
- Kamu, Okko i Uppslagsverket Finland (webbupplaga, 2012). CC-BY-SA 4.0